# Robert Ayers
Robert Ayers (Clio, 6 settembre 1985) è un giocatore di football americano statunitense che gioca nel ruolo di defensive end per i Detroit Lions della National Football League (NFL). Al college giocò a football all'Università del Tennessee.

## Carriera

### Denver Broncos
Al draft NFL 2009, Ayers fu selezionato come 18ª scelta assoluta dai Broncos. Il 4 agosto 2009 firmò un contratto di 5 anni con 9,7 milioni di dollari garantiti. Debuttò nella NFL il 13 settembre 2009 come outside linebacker contro i Cincinnati Bengals indossando la maglia numero 56.
Nella stagione 2010 saltò 5 partite consecutive per un grave infortunio al piede.
Nella stagione 2011, Ayers passò al numero di maglia 91 e si spostò nella posizione di defensive end. Quell'anno disputò tutte le 16 partite di cui 13 da titolare.
Nella stagione regolare 2013, Ayers mise a segno un primato in carriera di 5,5 sack. Il 19 gennaio 2014, nella finale della AFC, i Broncos batterono i New England Patriots qualificandosi per il Super Bowl XLVIII, la prima presenza della franchigia dal 1998, in una gara in cui Ayers mise a segno un sack su Tom Brady. Denver fu sconfitta nella finalissima dai Seattle Seahawks per 43-8.

### New York Giants
Il 2 aprile 2014, Ayers firmò con i New York Giants.

### Tampa Bay Buccaneers
L'11 marzo 2016, Ayers firmò un contratto triennale coi Tampa Bay Buccaneers del valore di 21 milioni di dollari.

### Detroit Lions
Il 27 agosto 2018, Ayers firmò un contratto di un anno con i Detroit Lions.

## Palmarès

### Franchigia
- American Football Conference Championship: 1

Denver Broncos: 2013

## Statistiche
| Partite totali      | 72   |
| Partite da titolare | 27   |
| Tackle totali       | 142  |
| Sack                | 12,0 |
| Intercetti          | 0    |
| Fumble forzati      | 3    |

Statistiche aggiornate alla stagione 2013